# Via Traiana
Via Traiana je bila rimska cesta. Zgradil ga je cesar Trajan kot podaljšek oziroma oddvojek Apijeve ceste (Via Appia) iz Beneventuma, ki je prišla do Brundisiuma (Brindisi) po krajši poti (tj. prek Canusiuma, Butuntuma in Barija namesto preko Tarentuma). To je bilo obeleženo z slavolokom v Beneventumu.

## Ozadje
Via Traiana je leta 109 našega štetja zgradil cesar Trajan na lastne stroške. Zgrajena je bila v obdobju relativne svobode pred vojaškimi pohodi. Tako je Via Appia, iz katere je bila Via Traiana zgrajena kot podaljšek, izgubila svoj prvotni pomen kot vojaška cesta, ki je povezovala Venosa (Venusia) in Taranto (Tarentum). Poleg tega vzdrževanje neposrednih vojaških komunikacij med Venusijo, vojaško kolonijo iz leta 291 pred našim štetjem in Rimom ni bilo več potrebno, razen v času državljanske vojne, in Via Appia je preprosto postala sredstvo za dosego Brindisija.

## Potek
Strabon pravilno navaja, da je bilo potovanje v Beneventum iz Brundisiuma po poti kasnejše Via Traiana dober dan krajše od stare republikanske ceste Via Appia. Čeprav dejanska meritev kaže, da je dolžina Via Appia 327 km in Via Traiana 330 km od Brundisiuma do Beneventuma, je razlika v njihovi topografiji. Vzdolž Via Appia je veliko hudih klancev in težkega terena, dokler ne doseže Venusia, ki je približno 106 km oddaljena od Beneventuma. V nasprotju s tem Via Traiana, čeprav naleti tudi na enako zahtevne prehode v prvih 64 km od Beneventuma, nima drugega resnega hriba vse do Brundisiuma.

## Rimski mostovi
Ob cesti so ostanki več rimskih mostov, vključno s Ponte dei Ladroni, Ponte delle Chianche, Ponte Pietra, Ponte Rotto (čez reko Carapelle), Ponte Rotto (čez reko Cervaro), Ponte sul Ofanto in Ponte Valentino.